# Super Bowl XXVII
A Super Bowl XXVII az 1992-es NFL-szezon döntője volt. A mérkőzést a Rose Bowlban játszották Pasadenában 1993. január 31-én. A mérkőzést a Dallas Cowboys nyerte.

## A döntő résztvevői
A mérkőzés egyik résztvevője a Buffalo Bills volt, amely az alapszakaszban 11–5-ös mutatóval zárt, és az AFC negyedik helyezettjeként került a rájátszásba. A wild-card fordulóban hazai pályán a Houston Oilers ellen, hosszabbítás után tudott győzni. A konferencia-elődöntőben idegeben fölényesen győzött az első Pittsburgh Steelers ellen, majd a konferencia-döntőben szintén idegenben nyert a második kiemelt Miami Dolphins ellen. A Buffalo egymás után harmadszor jutott el a Super Bowlig, de az előző kettőt elvesztette.
A másik résztvevő a Dallas Cowboys volt, amely az NFC második kiemeltjeként jutott a rájátszásba, az alapszakaszbeli 13–3-as teljesítményét követően. Erőnyerőként a konferencia-elődöntőben kapcsolódott be a rájátszásba, ahol otthon a Philadelphia Eagles ellen, majd a konferencia-döntőben idegenben a San Francisco 49ers ellen győzött. A Dallas hatodik alkalommal játszhatott a Super Bowlon, ebből korábban kettőt nyert meg.

## A mérkőzés
A mérkőzést 52–17-re a Dallas Cowboys nyerte, és története során harmadszor nyert Super Bowlt. A legértékesebb játékos a Cowboys irányítója, Troy Aikman lett. A Bills sorozatban harmadszor veszti el a bajnoki döntőt.
| N | Idő   | Drive | Drive | Drive     | Csapat  | Play leírása                                                                        | Pont  | Pont    |
| N | Idő   | Play  | Yard  | Időtartam | Csapat  | Play leírása                                                                        | Bills | Cowboys |
| - | ----- | ----- | ----- | --------- | ------- | ----------------------------------------------------------------------------------- | ----- | ------- |
| 1 | 10:00 | 4     | 16    | 1:40      | Bills   | Touchdown. Thurman Thomas 2 yardos futás, Steve Christie jutalomrúgás.              | 7     | 0       |
| 1 | 1:36  | 6     | 47    | 3:04      | Cowboys | Touchdown. Jay Novacek 23 yardos átadás Troy Aikmantől, Lin Elliott jutalomrúgás.   | 7     | 7       |
| 1 | 1:21  | –     | –     | –         | Cowboys | Touchdown. Jimmie Jones 2 yardos fumble visszahordás, Lin Elliott jutalomrúgás.     | 7     | 14      |
|   |       |       |       |           |         |                                                                                     |       |         |
| 2 | 3:24  | 11    | 82    | 4:46      | Bills   | Mezőnygól. Steve Christie 21 yardról.                                               | 10    | 14      |
| 2 | 1:54  | 5     | 72    | 1:30      | Cowboys | Touchdown. Michael Irvin 19 yardos átadás Troy Aikmantől, Lin Elliott jutalomrúgás. | 10    | 21      |
| 2 | 1:36  | 1     | 18    | 0:07      | Cowboys | Touchdown. Michael Irvin 18 yardos átadás Troy Aikmantől, Lin Elliott jutalomrúgás. | 10    | 28      |
|   |       |       |       |           |         |                                                                                     |       |         |
| 3 | 8:21  | 11    | 77    | 6:39      | Cowboys | Mezőnygól. Lin Elliott 20 yardról.                                                  | 10    | 31      |
| 3 | 0:00  | 5     | 61    | 2:10      | Bills   | Touchdown. Don Beebe 40 yardos átadás Frank Reich, Steve Christie jutalomrúgás.     | 17    | 31      |
|   |       |       |       |           |         |                                                                                     |       |         |
| 4 | 10:04 | 2     | 56    | 0:50      | Cowboys | Touchdown. Alvin Harper 45 yardos átadás Troy Aikmantől, Lin Elliott jutalomrúgás.  | 17    | 38      |
| 4 | 8:12  | 3     | 8     | 1:29      | Cowboys | Touchdown. Emmitt Smith 10 yardos futás, Lin Elliott jutalomrúgás.                  | 17    | 45      |
| 4 | 7:31  | –     | –     | –         | Cowboys | Touchdown. Ken Norton Jr. 9 yard fumble visszahordás, Lin Elliott jutalomrúgás.     | 17    | 52      |